# Tisovac (planina)
Tisovac je planina južno od Banje Luke u Republici Srpskoj, BiH. Građena je od vapnenca i lapora. Najviši vrh iznosi 1173 metara. Zapadnim podnožjem vodi cesta Banjaluka — Jajce.